# Bhuta
Bhūta (en sanskrit IAST ; devanāgarī : भूत) ou mahābhūta (महाभूत) désigne dans la philosophie du Sāṃkhya l'un des cinq éléments grossiers (pañca-mahābhūta ou pañcabhūta). Il y a cinq éléments grossiers qui sont: l'Espace, l'Air, le Feu, l'Eau et la Terre. Ceux-ci sont en correspondance avec les cinq éléments subtils (tanmātra) qui les ont produits. Les bhūta font partie des vingt-cinq principes (tattva) énumérés et exposés dans la Sāṃkhya Kārikā composée par Īśvarakṛṣṇa.

## Cinq bhūta
Les cinq bhūta, en allant du plus subtil au plus grossier, sont selon la terminologie en sanskrit translittéré (En alphabet latin suivi du sanskrit en devanāgarī):
1. ākāśa (आकाश): l'élément Espace ou Éther;
2. vāyu (वायु): l'élément Air;
3. tejas (तेजस्): l'élément Feu;
4. ap (अप्): l'élément Eau;
5. pṛthivī (पृथिवी): l'élément Terre.